# 尹正麟
尹正麟（韓語：윤정린，1938年—），朝鮮民主主義人民共和国（朝鲜）軍人、政治人物。朝鮮人民軍大将。现任護衛司令部司令。

## 人民军保卫司令官
前人民军保卫司令部司令官元應熙大将于2004年病逝后，人民军保卫司令部司令官一职一度空缺，后由金元弘接任。2010年4月25日朝鲜人民军建军节前，金正日以朝鲜人民军最高司令官的名义下达《关于授予朝鲜人民军指挥成员军事称号的决定》（第0046号），在命令中尹正麟作为第963部队的指挥成员被授予人民军大将军衔，尹正璘原为人民军特种第8军团军团长。后任第963部队部队长，在关于该部队是特种第8军团，还是人民军保卫司令部，尚有争议，以后者可能性居多。

## 履历
- 1985年10月任人民武力部护卫司令部参谋长，中将军衔。
- 1995年10月晋升上将军衔。
- 2003年8月当选最高人民会议第11届代议员。
- 2009年4月当选最高人民会议第12届代议员。
- 2010年4月23日晋升为人民军大将。
- 2010年9月当选朝鲜劳动党中央军事委员会委员、劳动党中央委员会委员。
- 现任人民军保卫司令官
- 2011年12月金正日去世，列名国家治丧委员会名单。
- 2014年3月當選第高人民會議第13屆代議員。